# La Pension Velder (téléroman)
Pour les articles homonymes, voir La Pension Velder.
La Pension Velder (radio) Quinze ans plus tard
La Pension Velder est un téléroman québécois en 144 épisodes de 30 minutes en noir et blanc créé par Robert Choquette d'après son feuilleton radiophonique éponyme et diffusé entre le 9 octobre 1957 et le 10 juillet 1961 à la télévision de Radio-Canada.

## Synopsis
L'émission raconte les péripéties d'une veuve d'origine belge, Joséphine Velder, qui tient à Montréal, une pension de famille avec ses deux enfants : la sage Élise et le révolté Alexis. On suit parallèlement les aventures de la famille Velder et les péripéties des pensionnaires de la maison. 
Les pensionnaires sont le jeune étudiant (Frédéric Gagnon), qui doit gérer une fiancée très possessive (Georgette Dubuc) ; Philidor Papineau, le principal confident de Joséphine Velde ; Florence Gauthier, dont M. Papineau est amoureux ; la couturière Mlle Dorothée Laviolette, une incorrigible curieuse ; lun professeur de musique ; et un couple de jeunes mariés, les Crevier.

## Fiche technique
- Scénario : Robert Choquette
- Réalisation : Louis Bédard, Jean-Pierre Sénécal et Jean-Paul Fugère
- Indicatif musical : Fleurette de Victor Herbert, interprété par Morton Gould et le Rochester Pops Orchestra, disque Columbia 33 tours AL-50 (1954).
- Société de production : Société Radio-Canada

## Distribution
- Lucie de Vienne : Joséphine Velder
- Françoise Faucher : Élise Velder
- Robert Gadouas : Alexis Velder
- Michel Noël : Philidor Papineau
- José Delaquerrière : Amable Sicotte
- Denis Drouin : Bibi Côté
- Juliette Béliveau : Lumina Morin
- Gaétan Labrèche : Frédéric Gagnon
- Fernande Larivière : Dorothée Laviolette
- Jani Pascal : Georgette Dubuc
- Jacqueline Plouffe : Florence Gauthier
- Rita Bibeau : Carmen Michaud
- Gérard Paradis : Girard
- Ovila Légaré : Jean-Baptiste Latour
- Gérard Poirier : Marcel Latour
- André Pagé : Olivier Latour
- Claire Richard : Huguette Latour
- Mimi D'Estée : Rhéa Delanaudière
- Colette Devlin : Géraldine Lafontaine
- Lionel Villeneuve : Victor Lafontaine
- Jacques Zouvi : Gilles Crevier
- Serge Deyglun : Roger Fafard
- Colette Dorsay : Mme Martin
- Mariette Duval : Stéphanie Crevier
- Marc Forrez : Ludovic Demers
- Marcel Gagnon : Crin-blanc
- Marcel Gamache : Lusignan
- Roger Garand : Léopold Julien
- Amulette Garneau : Céline
- Émile Genest : Rodolphe Leduc
- Roger Guertin : Fantôme
- Guy L'Écuyer : Eugène Bujold
- Madeleine Langlois : Sylvia Filion
- Suzanne Langlois : Léanne Bujold
- François Lavigne : Roger Filion
- Benoît Marleau : Jérôme Trudeau
- Yves Massicotte : Gilbert Monette
- Victor Pagé : Albert Dorion
- Gilles Pellerin : Pierrot Picotte
- Jeanne Quintal : Hermine Latour
- Robert Rivard : Ti-Croche
- Philippe Robert : Wilfrid Dumoulin
- Jacques Rougeau : Almanzor
- Johnny Rougeau : Archange
- Pierrette Roy : Colombe
- Jean Scheler : Jean-Yves Coupal
- Paule Bayard : Gilberte
- Marcel Cabay : M. Van Bol
- Carmen Côté : Laura
- Christiane Delisle : Aline
- Nina Diaconesco : amie de Bibi
- Félix Fitzgerald : C. Monette
- Roger Lebel : propriétaire
- Christiane Ranger : La bonne

## Commentaires
- La Pension Velder est un des grands succès de la télévision québécoise de la fin des années 1950.

- Ce téléroman reprend un feuilleton radiophonique de Radio-Canada qui connaî un grand succès de 1938 à 1942, intitulé lui aussi La Pension Velder. En 1938, les interprètes de La Pension Velder à la radio sont Judith Jasmin, André Treich, Juliette Béliveau, Estelle Mauffette, Jeanne Maubourg et Clément Latour.

- Robert Choquette fut le créateur du feuilleton radiophonique (1938-1942) et de la série télévisée (1957-1961).